# 米飯是配菜/U&I
《米飯是配菜/U&I》，是「放學後TEA TIME」所演唱的單曲。於2010年9月8日由波麗佳音發行。

## 概要
TBS系列放送的電視動畫『K-ON!!』（動畫第2季）的劇中歌單曲。
『K-ON!!』第20話「還是校慶！」由輕音部的成員所演奏的樂曲，在當日的廣告發表CD化。
「米飯是配菜」的作曲者bice，於2010年7月26日因心肌梗塞而去世；而「米飯是配菜」則變成她的遺作。

## 收錄曲
1. - 作詞：平澤唯(憂)；作曲、編曲：bice
  - 主唱：平澤唯，伴唱：秋山澪

動畫『K-ON!!』第20話「還是校慶！」插入曲
2. U&I
  - 作詞：平澤唯；作曲、編曲：前澤寬之
  - 主唱：平澤唯，伴唱：秋山澪

動畫『K-ON!!』第20話插入曲
3. （Instrumental）
4. （Instrumental）
5. （Instrumental【-Guitar1】）
6. （Instrumental【-Guitar2】）
7. （Instrumental【-Keyboard】）
8. （Instrumental【-Bass】）
9. （Instrumental【-Drums】）
10. （Instrumental【-Guitar1】）
11. （Instrumental【-Guitar2】）
12. （Instrumental【-Keyboard】）
13. （Instrumental【-Bass】）
14. （Instrumental【-Drums】）